# Tauala elongatus
Tauala elongatus es una especie de araña saltarina del género Tauala, familia Salticidae. Fue descrita científicamente por Peng & Li en 2002.
Habita en Taiwán.